# فدریکو فازیو
فدریکو خولیان فازیو (اسپانیایی: Federico Julián Fazio‎; تلفظ اسپانیایی: [feðeˈɾiko ˈfasjo]؛ زادهٔ ۱۷ مارس ۱۹۸۷) بازیکن سابق فوتبال اهل آرژانتین است.

## باشگاهی
از باشگاه‌هایی که در آن بازی کرده‌است می‌توان به سویا، تاتنهام هاتسپر، رم و سالرنیتانا اشاره کرد.

## تیم ملی
وی همچنین در تیم ملی فوتبال زیر ۲۳ سال آرژانتین، تیم ملی فوتبال آرژانتین بازی کرده‌است.

## افتخارات
وی در مسابقات کشوری و بین‌المللی در مجموع برندهٔ ۱ مدال طلا شده‌است.